# Сугурбаев, Далелхан
Далелхан Сугурбаев, также Далил Хан, Делилхан, Делилхан Сугурбайоглу или Талилхан Сукурбаев (уйг. دەلىلقان سۇگۇربايۇف‎, {{{2}}}, каз. دالەلحان سۇگىرباەۆ / Дәлелхан Сүгірбайұлы; 24 июня 1906 — 25 августа 1949) — казахский лидер национально-освободительного движения в Синьцзян-Уйгурском автономном районе, Китая в первой половине XX века.

## Ранние годы
Родился в 1906 году в кочевой казахской семье в Баян-Улгий области, тогда территория принадлежала Китаю, а теперь западный аймак в Монголии. Его дедушка и отец оба были вождями рода шеруши племени абак-керей. Другие источники говорят, что они были частью племени найман. Семья кочевала по пастбищам в горах Алтая, которые разделяют Монголию и Синьцзян.
Когда его отец умер в 1918 году, его старший брат, Дуэрбути Хан, стал главным. В 1921 году остатки белогвардейских войск под командованием Андрея Стефановича Бакича вошли в район Таченга, преследуемые Советской Красной Армией. После того, как несколько тысяч белогвардейцев пересекли реку Иртыш, Дуэрбути согласился помочь Красной Армии собрать разведданные о злоумышленниках. Когда Бакич узнал, что местный вождь отказался отдавать скот своей армии и помогал Советам, он отправился арестовать Дуэрбути. Белогвардейцы пришли на свадьбу Далелхана. Они захватили его брата и богатство семьи. Месяц спустя Дуэрбути был казнен, а Далельхан бежал в Советскую Россию и вступил в Красную Армию, которая в итоге победила белогвардейцев.
Весной 1930 года Далельхан отправил свою мать и брата из Баян-Ульгий, которая стала частью независимой Монголии, в Ашанский (Алтайский) район Синьцзяна. Позже он последовал за ними с тысячей соплеменников.

## Лидерство в Синьцзяне
Синьцзяном в то время правил генерал-губернатор Шэн Шицай. Далелхан был назначен заместителем председателя Общества развития казахской культуры. В 1937 году он стал одним из основных членов Антиимпериалистического общества Алтайского края. В сентябре 1939 года, после начала Второй мировой войны, Шэн Шицай начал отходить от советской поддержки. Далелхан выступил против Шэн Шицая и переехал учиться в Советский Союз. Он прошел военную подготовку в Алматы и в октябре 1943 году предложил организовать национально-освободительную армию на Алтае и в Синьцзяне. К тому времени Шэн Шицай разорвал связи с советскими и китайскими коммунистами, и советские власти поддержали планы Далелхана. Они отправили группу из 12 военных советников, чтобы сопровождать его обратно в Ашан (Алтай) через Монголию, и они создали военизированную базу в уезде Цингиль, где они обучали казахских кочевников идеям революции и обучали их партизанским силам.
Затем Далелхан объединил свои силы с Оспаном Батыром, этническим казахским партизанским лидером, у которого было больше сторонников и поддержка со стороны монгольского правительства. Мать батыра была из племени кируки, поэтому мать Далелхана попросила, чтобы Оспан позаботился о Далелхане. Из-за кровных отношений Оспан доверился Далелхану и дал ему важную руководящую должность.
В феврале 1944 года казахские партизанские отряды Оспана и Далелхана восстали против правительства Шэн Шицая и захватили место в округе Цингиль. К апрелю у повстанцев было 1000 боевиков и они распространили восстание на Джеминай, Фухай, Хабахе и Ченхуа (Алтай). В октябре повстанческие силы создали революционное правительство в Алтайском крае. После начала Илийского восстания в Илийской долине казахи начали сотрудничать с Илийской национальной армией под руководством русского командующего А. Лескина.
В феврале 1945 года повстанцы захватили Джеминай. В начале августа 1945 года Оспан и Далелхан напали на Чэнхуа с помощью монгольской армии, но не смогли захватить город. В сентябре они окружили город. Гоминьдановские защитники бежали за монгольскую границу, но им было отказано во въезде, и они сдались. 20 сентября партизанские отряды вокруг Алтая были организованы в Алтайский казахский кавалерийский батальон с командующим Далелханом.

### Коалиционное правительство
Затем политическая ситуация изменилась, когда лидер националистов Чан Кайши заставил Советский Союз прекратить поддержку восстания. Прекращение огня в октябре остановило боевые действия. 17 ноября 1945 года Далелхан издал приказ о защите юридических и имущественных прав этнических ханьцев в Алтайском крае.
Летом 1946 года лидеры Илийского восстания согласились отложить провозглашение независимости Восточно-Туркестанской республики и вступили в коалиционное правительство с националистами в Урумчи. Далелхан стал министром бюро здравоохранения при правительстве провинции.
Напряженность оставалась высокой между повстанцами в трех районах северного Синьцзяна и националистическими властями, которые контролировали остальную часть провинции. После начала полномасштабной гражданской войны между националистами и коммунистами в самом Китае националисты убедили Оспана Батыра перейти на другую сторону. Оспан обижался на советское влияние в революционном правительстве и присоединился к националистам. Далелхан поддержал СССР и порвал с Оспаном.
В ноябре 1946 года Оспан Батыр напал на Фухай. С января по март 1947 года он совершил пять набегов на Ченхуа. Правительство трех районов изгнало Оспана Батыра и назначило Далелхана руководителем Алтайского округа. В августе 1947 года Оспан Батыр и Националисты напали на Алтайский край. После двух месяцев тяжелых боев Илийская национальная армия под командованием Далелхана и Лескина отразила вторжение.

### Сотрудничество с китайскими коммунистами
В сентябре 1948 года он стал председателем алтайского отделения «Союза защиты мира и демократии в Синьцзяне». Союз был сформирован прогрессивной фракцией в Илийском правительстве, противостоящей пантюркистам и панисламистам в правительстве. В ноябре 1948 года, когда китайские коммунисты изменили ход гражданской войны, Далелхан с энтузиазмом говорил о объединении сил ИНА с Народно-освободительной армией.
В августе 1949 года Мао Цзэдун пригласил руководство Илийского правительства на политическую консультативную конференцию в Бэйпине (ныне Пекин) для создания нового национального правительства. 19 августа Далелхан получил приглашение в Бурчуне и попытался вылететь в Кульджу, чтобы присоединиться к основной руководящей делегации, но у самолета, перевозившего его, были проблемы с двигателем в районе Хобоксара, и он был вынужден повернуть назад. Затем он поехал в Кульджу и встретился с представителем коммунистической партии Китая Дэн Лицюнем. Он отправился в Бэйпин через Советский Союз с Ахметжаном Касымом, Абдулкеримом Аббасом, Ысакбеком Монуевым и Ло Чжи. Все погибли, когда их самолет потерпел крушение в в 31 километре южнее села Кабанск (Бурят-Монгольская АССР, ныне Республика Бурятия) на восточном склоне горы Кабанья (высота 1479 метров) на высоте 1350—1400 метров, 25 августа 1949 года.

## Наследие
В Китайской Народной Республике Далелхан помнят как мученика и героя в борьбе против националистического режима. Его останки были возвращены в Китай в апреле 1950 года, а затем перезахоронены на мемориальном кладбище мучеников на Алтае.

## Потомки
- Сын Далелхана Сугурбаева женился на дочери Нусипхан Конбай, который был полковником в Илийской национальной армии, а затем стал главой Или-Казахской автономного округа. Внук Далелхана, Таскын, был участником китайского реалити-шоу «Голос Китая»[10].

- Сын: Сугурбаев, Фатхан Далельханович (кит. zh:帕提汗·苏古尔巴也夫, каз. Фатхан (Пәтіхан) Дәлелханұлы Сүгірбаев) губернатор Илийской автономной префектуры Казахстана, ноябрь 1954 г. — июнь 1955 г.[11][12]
- Сын: Сугурбаев, Шынгысхан (1937-06.05.2020)
- Внук: Болат Шынгысханулы Далельхан
- Внук: Мерей Шынгысханулы Далельхан
- Сноха: Имя неизвестно. Дочь Нусупхана Конбая.
- Внук: Таскын Табысулы. 17.07.1979
- Сын: Зуреш Далельхан
- Внук: Данияр Зурешулы Далельхан.
- Сын: Мәлен Дәлелханұлы[13]